# Paris–Roubaix 2012

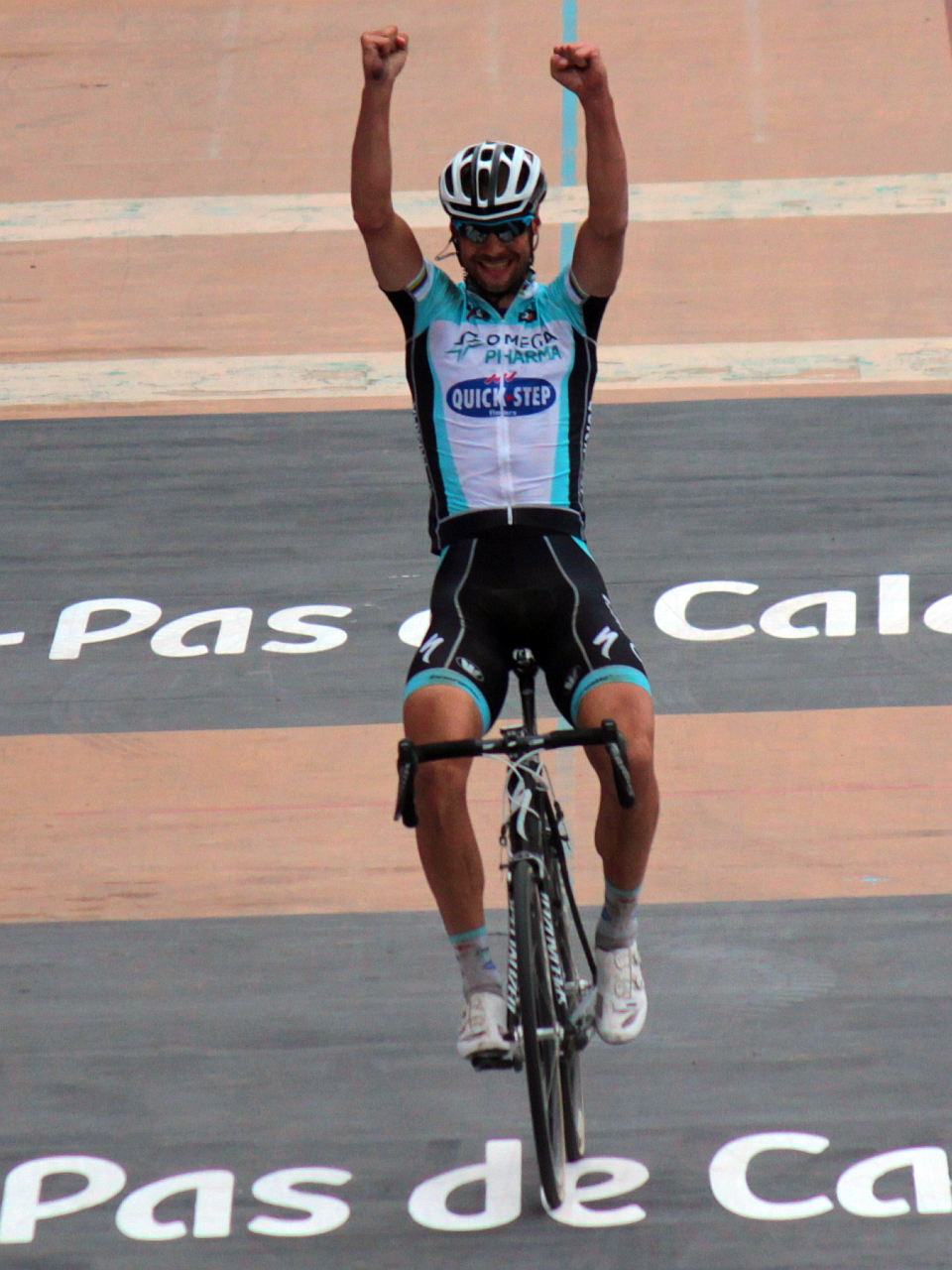
Tom Boonen am Ziel in Siegerpose

Das Eintagesrennen Paris–Roubaix 2012 war die 110. Austragung des Radsportklassikers und fand am Sonntag, den 8. April 2012, statt. Das Rennen war Teil der UCI WorldTour.
Das Rennen führte von Compiègne, rund 80 Kilometer nördlich von Paris, nach Roubaix, wo es im  Vélodrome André-Pétrieux endete. Die gesamte Strecke war 257,5 Kilometer lang und führte über 27 Pavé-Sektoren mit einer Länge von 51,5 Kilometern. Der Sieger Tom Boonen absolvierte das Rennen mit einer Durchschnittsgeschwindigkeit von 43,476 km/h.
55 Kilometer vor dem Ziel fuhr Boonen aus dem Hauptfeld heraus, ohne dass sich Gegenwehr bildete. Zunächst schlossen sich ihm Alessandro Ballan, Filippo Pozzato und Niki Terpstra, doch konnten sie nicht mit Boonen mithalten. In einer Alleinfahrt absolvierte Boonen den Rest des Rennens bis in die Radrennbahn von Roubaix, wo er seinen vierten Sieg bei Paris–Roubaix errang. Damit zog er mit dem ebenfalls vierfachen Sieger Roger De Vlaeminck gleich, und er war der erste Fahrer, dem zweimal das Double Flandern-Rundfahrt/Paris–Roubaix gelang.